# ウィリアム・マッキンリー
ウィリアム・マッキンリー（英語: William McKinley, 1843年1月29日 - 1901年9月14日）は、アメリカ合衆国の政治家、第25代大統領。最後の南北戦争従軍経験者の大統領であり、19世紀最後かつ20世紀最初の大統領。また、マッキンリーは暗殺されたアメリカ合衆国大統領4人のうちの3人目である。
1880年代までにマッキンリーは共和党の全国的指導者であった。彼の選挙戦のテーマは、1890年のマッキンリー関税に代表されるような、繁栄のための公式として高率輸入関税を導入することであった。1896年の大統領選における共和党候補として、彼は対抗馬の民主党候補ウィリアム・ジェニングス・ブライアンに対して金本位制を掲げ、人種間での多元論を促進した。彼の選挙戦はマーク・ハンナによって指揮され、新たな選挙戦の広告スタイルを導入し、キャンペーン技術は最大のライバルであるウィリアム・ジェニングス・ブライアンを打ち破った。1896年の大統領選は「進歩の時代」の始まりを示した再編の選挙であるとしばしば考えられる。
マッキンリーは大不況 (1873年-1896年)特に1893年恐慌後、回復に向けて国を率い、金本位制を導入した。彼はスペインに対し、キューバでの蛮行を止めるように要求した。アメリカ合衆国の世論はスペインに対する憤慨で沸き立っていた。そして1898年、米西戦争が勃発した。戦争はアメリカの勝利で終わった。アメリカ軍はスペイン艦隊を壊滅させ、90日間でキューバとフィリピンを占領した。1898年のパリ協定の結果、スペインの植民地であったプエルトリコ、グアム、フィリピンはアメリカ合衆国に併合され、キューバはアメリカの占領下に置かれた。米比戦争そのものに対する支持は広範囲に及んだが、民主党とアメリカ反帝国主義連盟は共和制の価値が失われることを恐れて、激しくフィリピンの併合に反対した。マッキンリーはまた、1898年にハワイ共和国を併合、同国の全ての居住者がアメリカ国民となった。マッキンリーは1900年の大統領選で再びウィリアム・ジェニングス・ブライアンと争った。ブライアンは外交政策と繁栄の復帰に焦点を合わせた激しい選挙戦を展開したが、マッキンリーは再選を成し遂げた。マッキンリーは1901年に、無政府主義者のレオン・チョルゴッシュによって暗殺された。彼の後任は副大統領のセオドア・ルーズベルトが引き継いだ。

## 生い立ちと初期の経歴
マッキンリーの一族は1740年代にスコッチ＝アイリッシュの大規模な移民の一部としてペンシルベニアに上陸した。マッキンリーの曾祖父デヴィッド・マッキンリー（アメリカ独立戦争の退役軍人）は、1790年代にオハイオ州に定住した。
ウィリアム・マッキンリー・ジュニアは1843年1月29日にオハイオ州北東部、ヤングスタウン近郊のナイルズで、9人兄弟の7番目として生まれた。両親のウィリアム・マッキンリー・シニア（1807年11月15日 - 1892年11月24日）、ナンシー・（アリソン）マッキンリー（1809年4月22日 - 1897年12月12日）はスコッチ＝アイリッシュ系アメリカ人で、祖先はイギリス出身であった。マッキンリーが10歳のときに一家はオハイオ州ポーランドに移住した。ポーランド・アカデミー公立学校を卒業した後、マウントユニオン・カレッジに入学、同校で彼はシグマ・アルファ・イプシロンのメンバーとなる。その後1860年にアレゲニー大学に学ぶが、学位は取得しなかった。
南北戦争が始まると、マッキンリーは1861年6月に連邦軍のオハイオ志願兵第23連隊に一兵卒として入隊した。連隊は西バージニアに派遣され、1年間南軍の小部隊との戦いを経験する。マッキンリーの上官は後の大統領ラザフォード・ヘイズであったが、彼を戦闘における勇気と功績のため軍曹に昇進させた。アンティータム運河の戦闘では、敵の砲火の下で食料を届けるためラバ部隊を率い、ヘイズは彼を少尉に昇進させた。その後も戦闘の功績で何度か昇進し、マッキンリーは結局大尉として除隊し、1865年9月に同連隊で少佐として名誉昇進辞令を受けた。
1869年、マッキンリーが政界に身を投じた年に、将来の妻となるイーダ・サクストンと出会う。2年後の1871年、マッキンリーは28歳、イーダは23歳で結婚した。結婚してから3年以内に夫妻は2人の娘、キャサリンとイーダをもうけた。しかしながらどちらも5歳までに死去した。

## 初期の政治経歴
戦争に続いて、マッキンリーはオールバニのオールバニ・ロー・スクールで法律を学び、1867年に弁護士の資格を得た。彼はオハイオ州カントンで弁護士を開業し、1869年から1871年までオハイオ州スターク郡の検察官を務めた。1876年6月、実業家のマーク・ハンナが経営する鉱山において33名の坑夫がストライキを行った。ハンナはスト破りを投入し、坑夫達は暴動を起こしたため投獄された。マッキンリーは坑夫の弁護を担当し、一人を除いて全員を釈放させた。坑夫達は弁護費用をようやくかき集め、マッキンリーへの支払いに訪れたが、マッキンリーはそれを受け取らなかった。
マッキンリーは軍の上官であったラザフォード・ヘイズの選挙活動に参加し、共和党における活発な活動家となった。ヘイズは全国の注目を集めたオハイオ州知事選挙に当選し、知事に就任した。
マッキンリーはヘイズの助けを得、第45、第46、第47議会にオハイオ州からの共和党連邦下院議員として選出された（1877年 - 1882年）。第47議会では法律修正委員会の議長を務めている。第48議会では民主党のジョナサン・H・ウォレスと議席を争ったものの落選している。その後再び第49、第50、第51議会に選出される（1885年 - 1891年）。1889年から1891年まで歳入委員会の議長を務めた。1890年に彼はマッキンリー関税を提案した。同関税は史上最高の税率であった。政治的な反動で1890年の選挙は民主党が地すべり的勝利を得、共和党は大きく議席を減らした。マッキンリーは一部に不人気であった関税と、ゲリマンダーのため300票という僅差で第52議会に落選した。彼は1884年、1888年および1892年に共和党全国大会の代表だった。

## オハイオ州知事
下院議員を退任後、マッキンリーは1891年にオハイオ州知事選に出馬、民主党のジェームズ・E・キャンベルを破って知事に当選した。1893年にはローレンス・T・ニールを破って再選される。1892年の大統領選では共和党大会で大統領候補指名選挙で3位となったが、候補に選出された現職のベンジャミン・ハリソン大統領の再選運動を推進した。知事として彼は、物品税を企業に課し、輸送業従事労働者の安全法を保証し、雇用主の労働組合反対の習慣を制限した。
1895年、ホッキング・ヴァレーの困窮する坑夫達がマッキンリー知事に対して自らの苦境を報告する電報を「即時の救済が必要」であると打電した。5時間以内にマッキンリーはポケットマネーで食物とその他の必需品を満載した貨車を坑夫の元に送った。そして州内のあらゆる大都市における商工会議所と連絡を取り始め、貧困水準以下で生活する市民の数を調査するよう命じた。調査報告は多くの飢えたオハイオ州民の存在を示し、マッキンリー知事はチャリティ運動の先頭に立って10,000人以上に食事、衣服を与えるのに十分な募金を集めた。

## 大統領職
マッキンリーは知事職を1896年1月13日まで務めた。彼は1896年に大統領に選ばれた。
1898年にマッキンリーは、数人の上院議員と元副知事アンドリュー・L・ハリスを産業委員会に任命した時、反トラスト運動を始めた。
マッキンリーの時代にはアメリカ西部への伝統的なフロンティア開拓は終了しており、新しく国外の「海のフロンティア」開拓を推し進めた。国内の反対の声にもかかわらず、アメリカを国際的な帝国主義政策へ突き進めた。彼は保護貿易主義を取り、外国製品に対して実に57％という史上最高の関税率をかける「ディングレー関税法」を制定させた。
対外的に米西戦争へ国を導き、1898年にはハワイ諸島を併合した（ハワイ併合）。この際に日本の大隈重信総理から「これほど激烈で宣戦布告か最後通牒に等しいような外交文書は見たことがない」という抗議を受けるも、穏便に対処している。米西戦争ではフィリピンの独立勢力を支援するが、戦争に勝利するや一転して現地勢力を弾圧し、フィリピンおよびカリブ海のスペインの旧植民地をアメリカの保護下に置いた。彼は1900年に再選された。

### 内閣
| 職名     | 氏名                                 | 任期            |
| -------- | ------------------------------------ | --------------- |
| 大統領   | ウィリアム・マッキンリー             | 1897年 - 1901年 |
| 副大統領 | ギャレット・A・ホーバート            | 1897年 - 1899年 |
| 副大統領 | セオドア・ルーズベルト               | 1901年          |
| 国務長官 | ジョン・シャーマン                   | 1897年 - 1898年 |
| 国務長官 | ウィリアム・R・デイ                  | 1898年          |
| 国務長官 | ジョン・ヘイ                         | 1898年 - 1901年 |
| 財務長官 | ライマン・ゲイジ                     | 1897年 - 1901年 |
| 陸軍長官 | ラッセル・アレクサンダー・アルジャー | 1897年 - 1899年 |
| 陸軍長官 | エリフ・ルート                       | 1899年 - 1901年 |
| 司法長官 | ジョセフ・マッケナ                   | 1897年 - 1898年 |
| 司法長官 | ジョン・W・グリッグス                | 1898年 - 1901年 |
| 司法長官 | フィランダー・C・ノックス            | 1901年          |
| 郵政長官 | ジェームズ・A・ゲリー                | 1897年 - 1898年 |
| 郵政長官 | チャールズ・E・スミス                | 1898年 - 1901年 |
| 海軍長官 | ジョン・デイヴィス・ロング           | 1897年 - 1901年 |
| 内務長官 | コーネリアス・N・ブリス              | 1897年 - 1899年 |
| 内務長官 | イーサン・A・ヒチコック              | 1899年 - 1901年 |
| 農務長官 | ジェイムズ・ウィルソン               | 1897年 - 1901年 |

## 暗殺

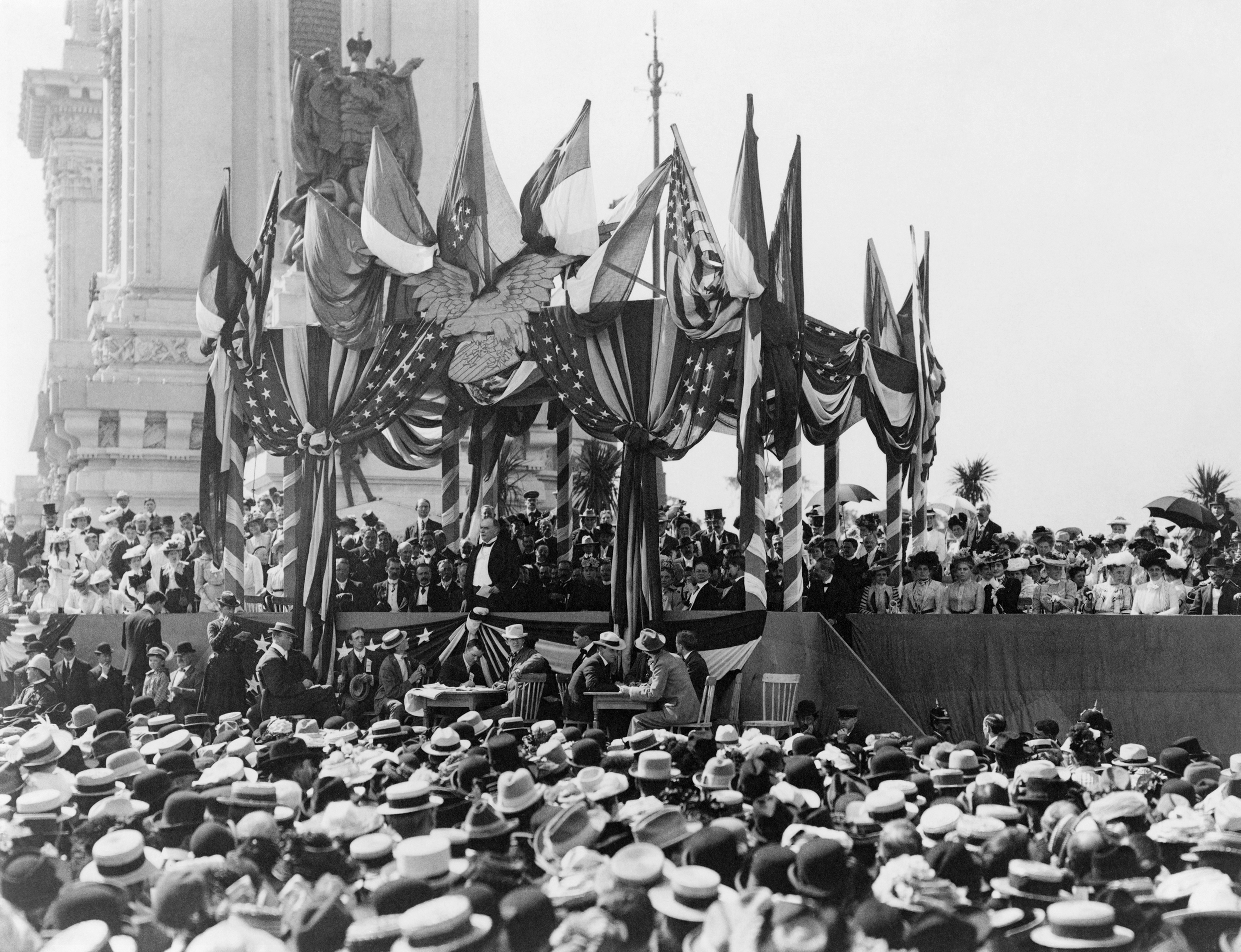
暗殺当日、パン・アメリカン博覧会会場で演説するマッキンリー
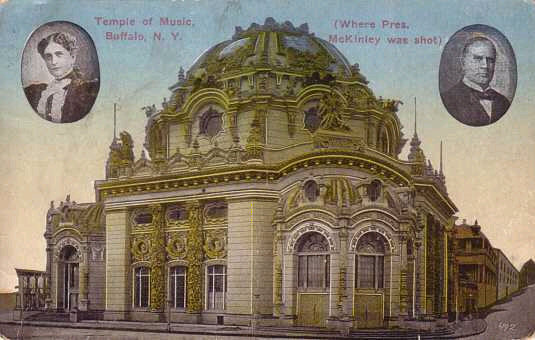
テンプル・オブ・ミュージックの絵はがき
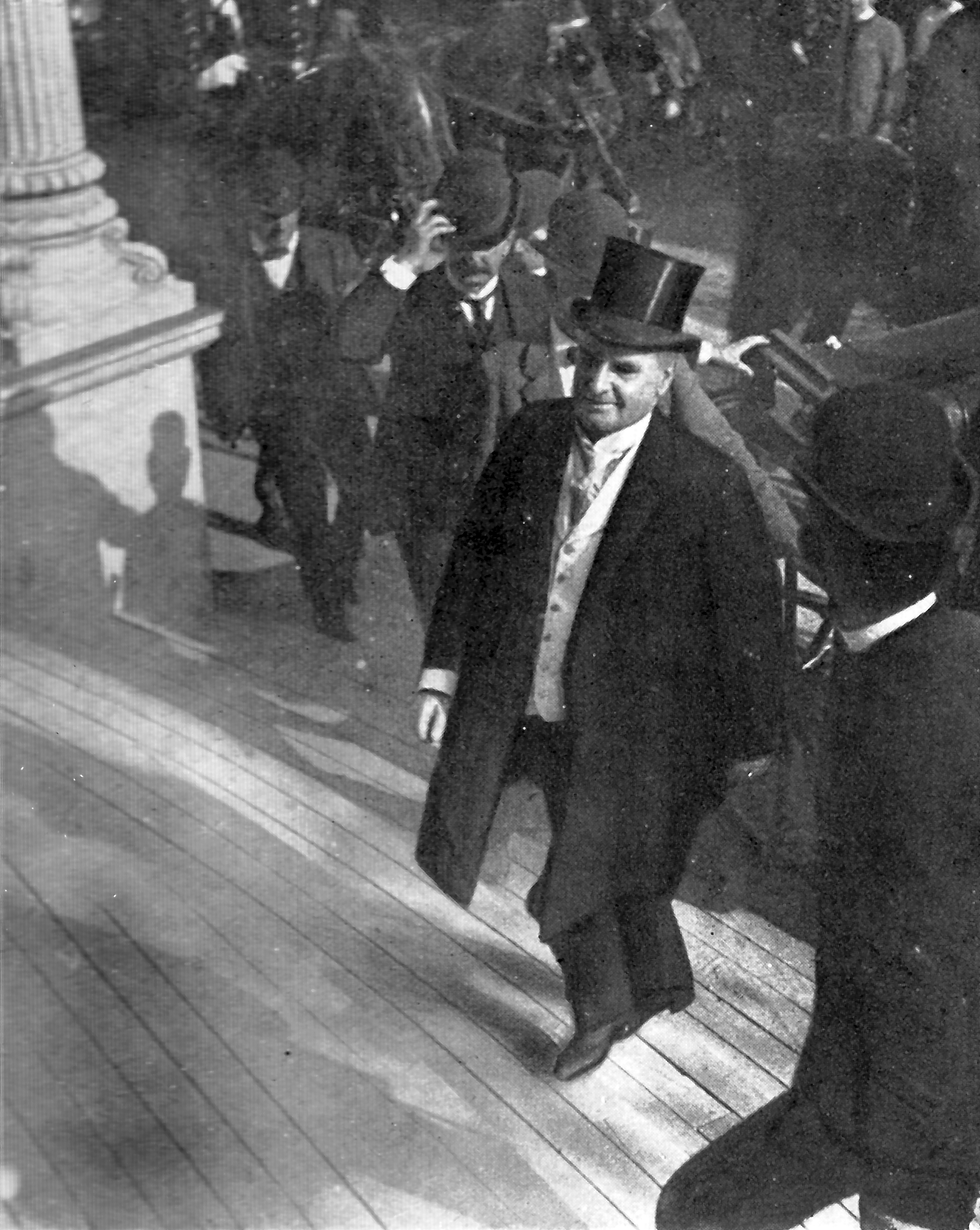
テンプル・オブ・ミュージックに到着するマッキンリー

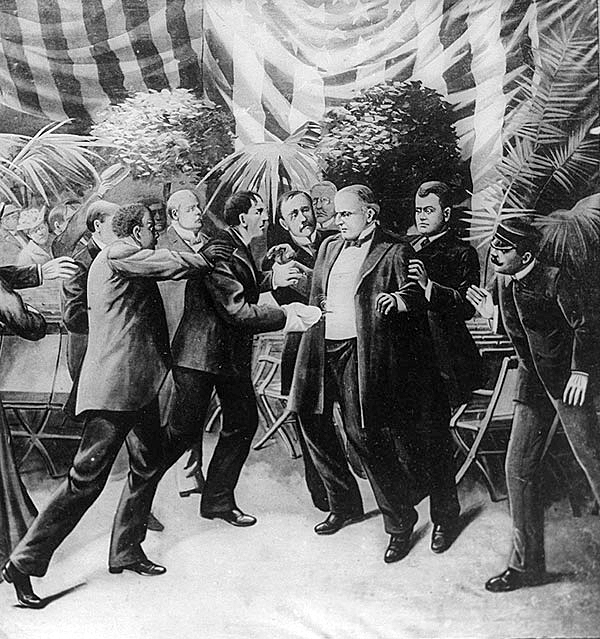
狙撃されるマッキンリー

マッキンリーは夫人と共にバッファローで開催されていたパン・アメリカン博覧会に出席した。彼は1901年9月5日、関税に対する姿勢と対外貿易に関しての演説を行った。翌朝にはナイアガラの滝を訪問し、その後博覧会に戻った。その日の午後、マッキンリーはテンプル・オブ・ミュージックでの歓迎会に出席する予定であった。レオン・フランク・チョルゴッシュは右手に持っていた拳銃を隠すために手に白いハンカチを巻きつけ、人々の列に並んで待っていた。チョルゴッシュは午後4時7分に大統領に向けて拳銃を二度発射した。最初の弾丸は大統領の肩をかすめたが、二発目は、胃、膵臓および腎臓を通り、最終的に背中の筋肉に入りこんだ。マッキンリーは補佐官のジョージ・コーテルユーに、「私の妻、コーテルユー、彼女にどのように話すか注意してくれ、おお、注意して。」とささやいた。チョルゴッシュは再び発砲しようとしたが、大統領の護衛によって殴られ、続いて激怒した群衆によって制圧された。負傷したマッキンリーは伝えられるところに拠ると、腹を立てた群衆が非常に厳しくチョルゴッシュを打ち付け、その場で殺してしまうかもしれないように見えたため、「誰も彼に危害を加えるな！」と叫んだという。
一発目の弾丸は容易に発見されたが、医師は二発目の弾丸を発見することができなかった。弾丸を探すことでより多くの害を及ぼすことが考えられた。さらに、マッキンリーの容体が回復しているように見えたため、医師は弾丸を体内に残すことを決定した。
博覧会には新たに開発されたX線検査機が展示されていたが、医師はそれを使用することでどのような副作用が生じるかが分からなかったため、体内の弾丸を捜索するのに使用されることはなかった。博覧会の多くの建造物は凝った作りで何千個もの電球を用いて飾り付けられていたが、博覧会の救急病院の手術室には電灯の照明は一つもなかった。大統領を眠らせるために可燃性のエーテルを使用したため、ろうそくの炎を使用することができず、医師は傷の治療の間、手術台に日光を反射するために鍋を使用した。
マッキンリーの担当医師は彼が回復すると信じていた。そして彼はバッファローにある博覧会会長の自宅で一週間以上静養した。9月12日の朝、彼は事件以来初めて食事 - トーストとコーヒーの小カップ - をとった。しかしながらその日の午後に容体が悪化し、急速に衰弱し始めた。マッキンリーはショック状態に陥り、1901年9月14日午前2時15分、銃撃の8日後に傷の周りの壊疽のため死去した。58歳であった。臨終の言葉は「それは神の思し召しだ。It is God's way; His will be done, not ours.」であった。マッキンリーはオハイオ州カントンのウェストローン墓地に埋葬されたが、その後カントンのマッキンリー・メモリアルに再埋葬された。
チョルゴッシュは裁判にかけられ、殺人について有罪となり1901年10月29日にオーバーン州立刑務所で電気椅子によって処刑された。
暗殺の現場となったテンプル・オブ・ミュージックは、博覧会の残りの建造物と共に1901年11月に取り壊された。バッファローの住宅街、フォーダム・ドライブの中央部にある標石が事件発生現場の大まかな位置を示す。チョルゴッシュが使用した回転拳銃は、バッファローにあるバッファロー・エリー郡歴史協会でパン・アメリカン博覧会の展示品と共に展示されている。

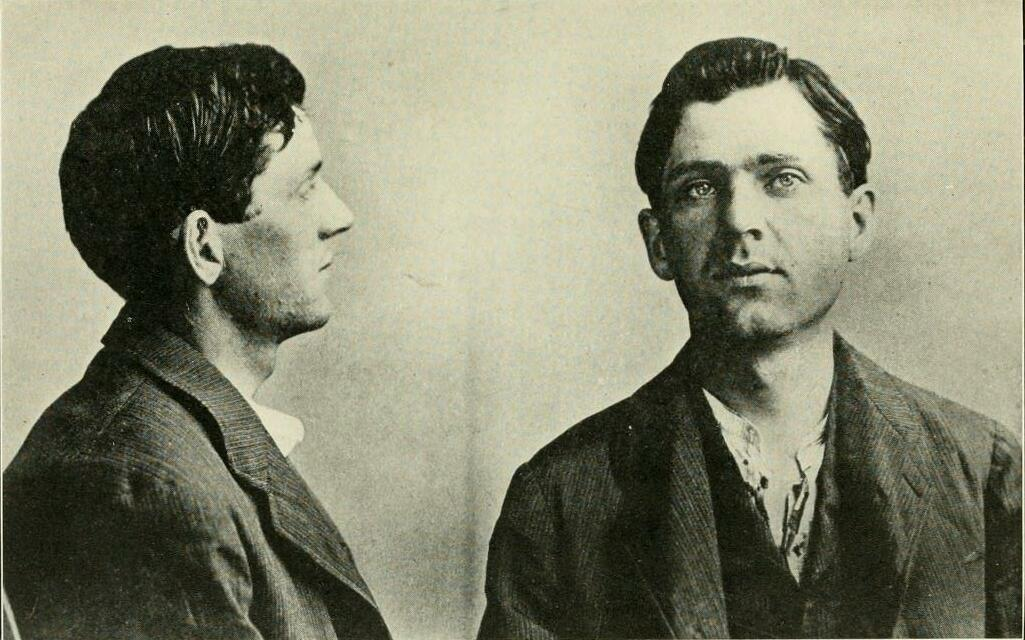
チョルゴッシュのマグショット
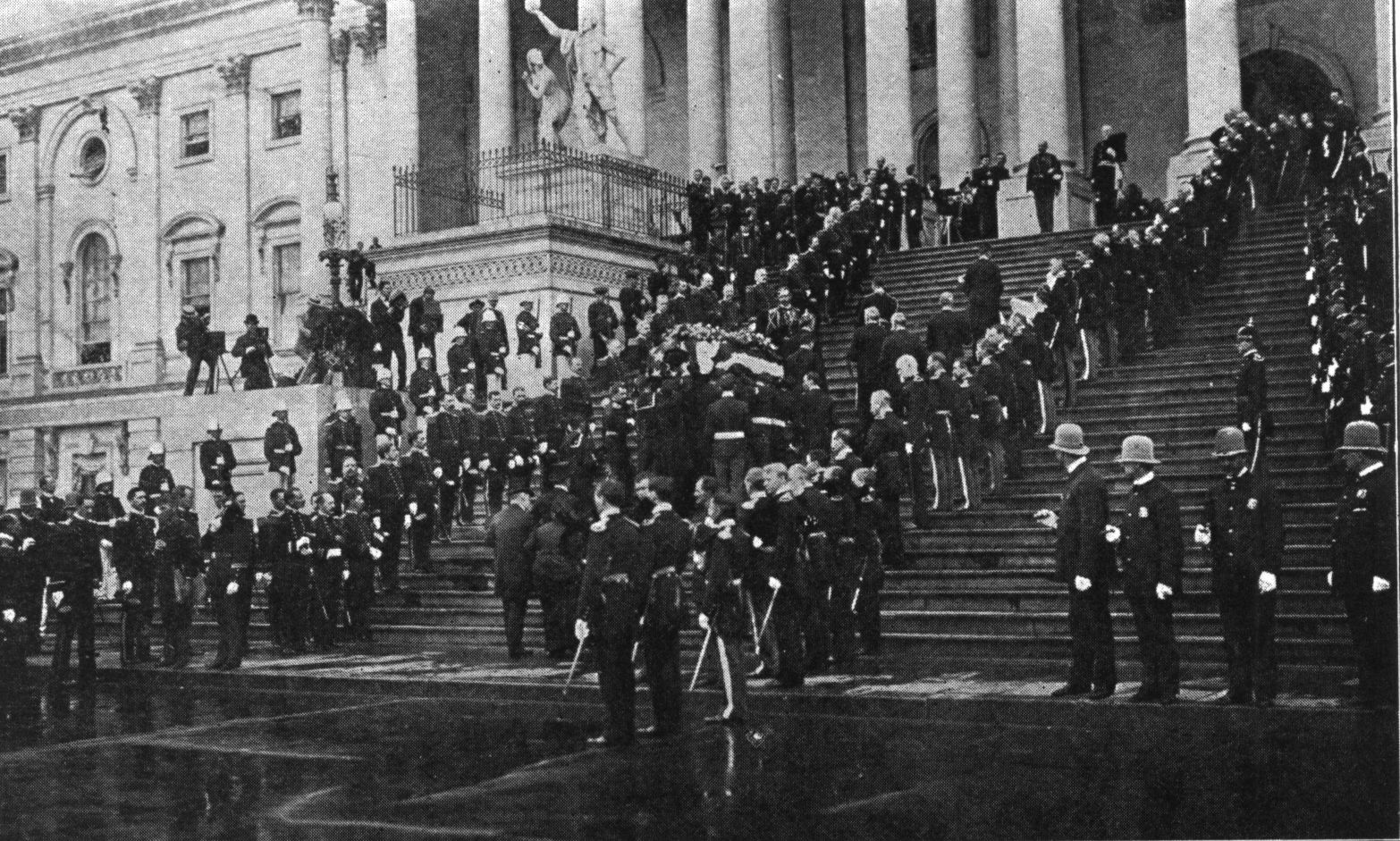
連邦議会議事堂でのマッキンリーの棺
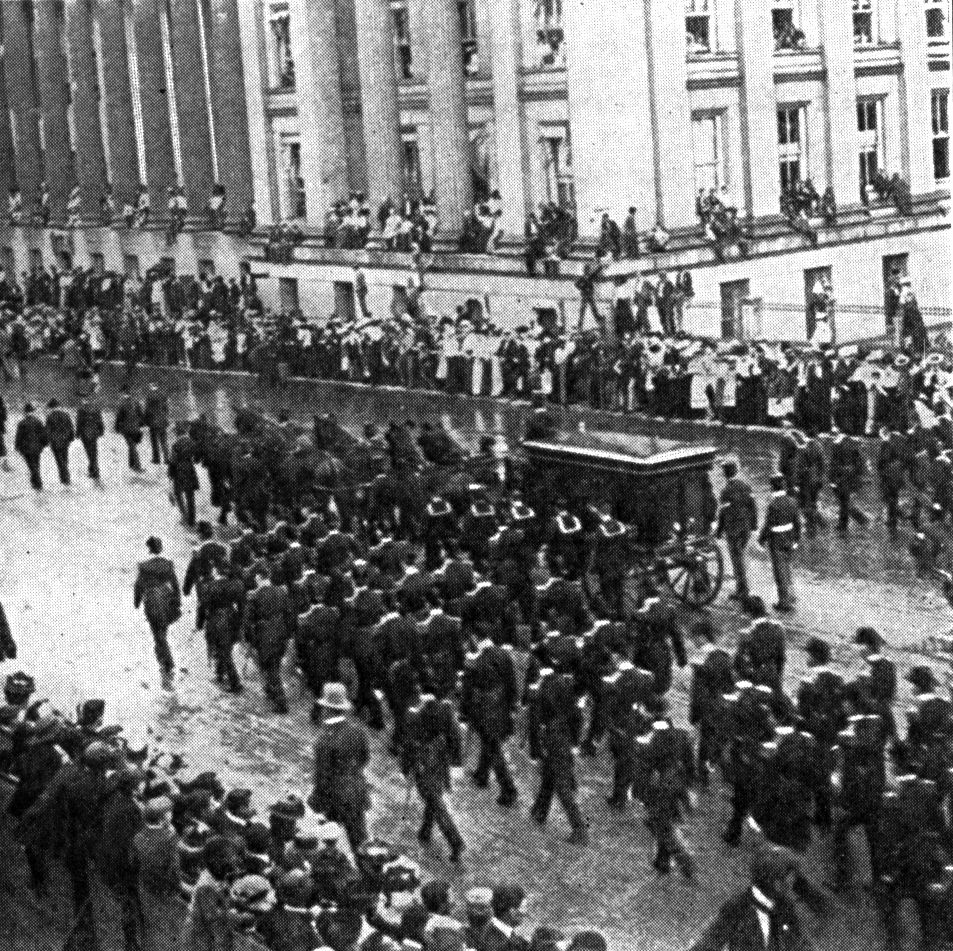
財務省ビルを通り過ぎるマッキンリーの棺
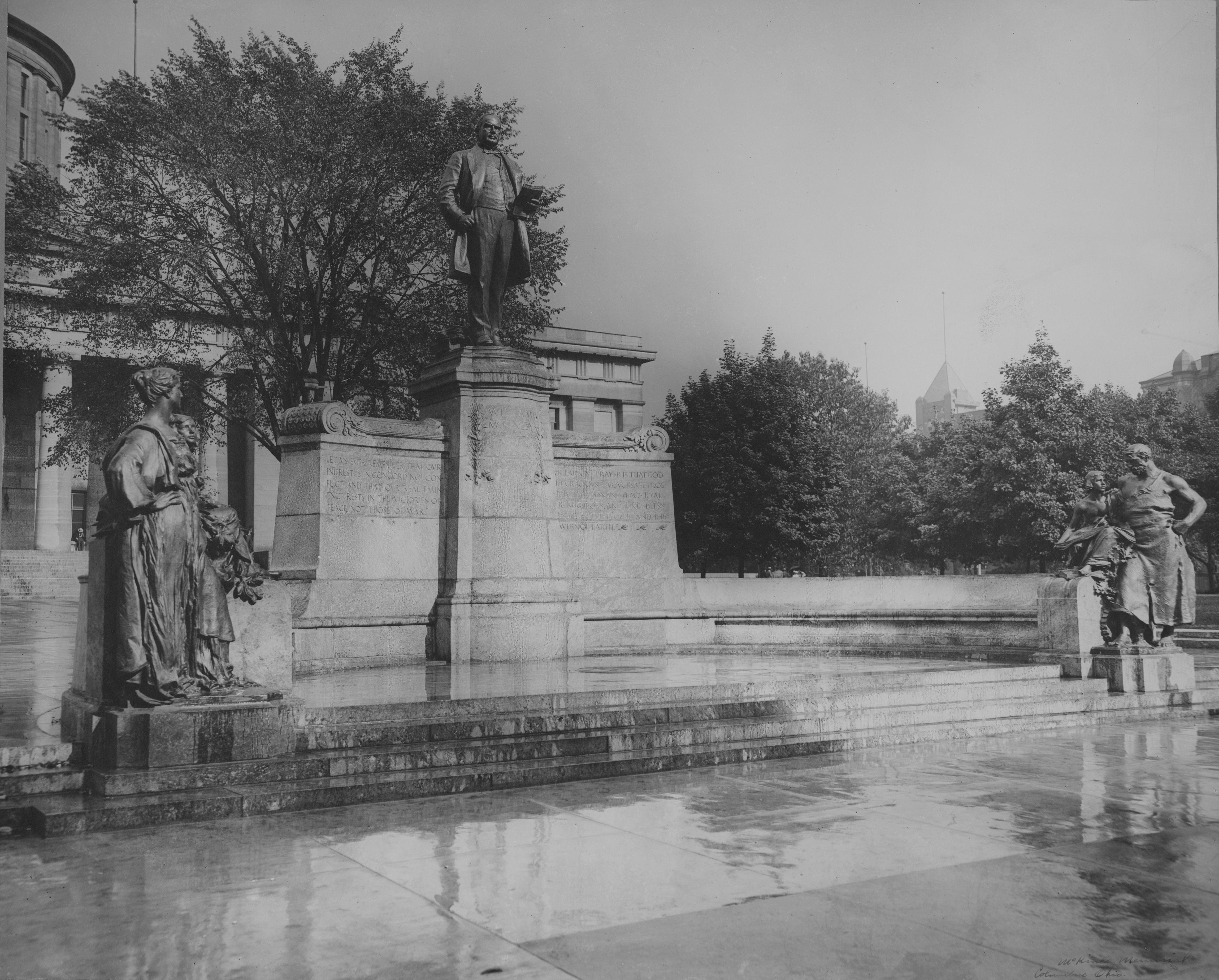
完成直後のマッキンリー・メモリアル

## 余談

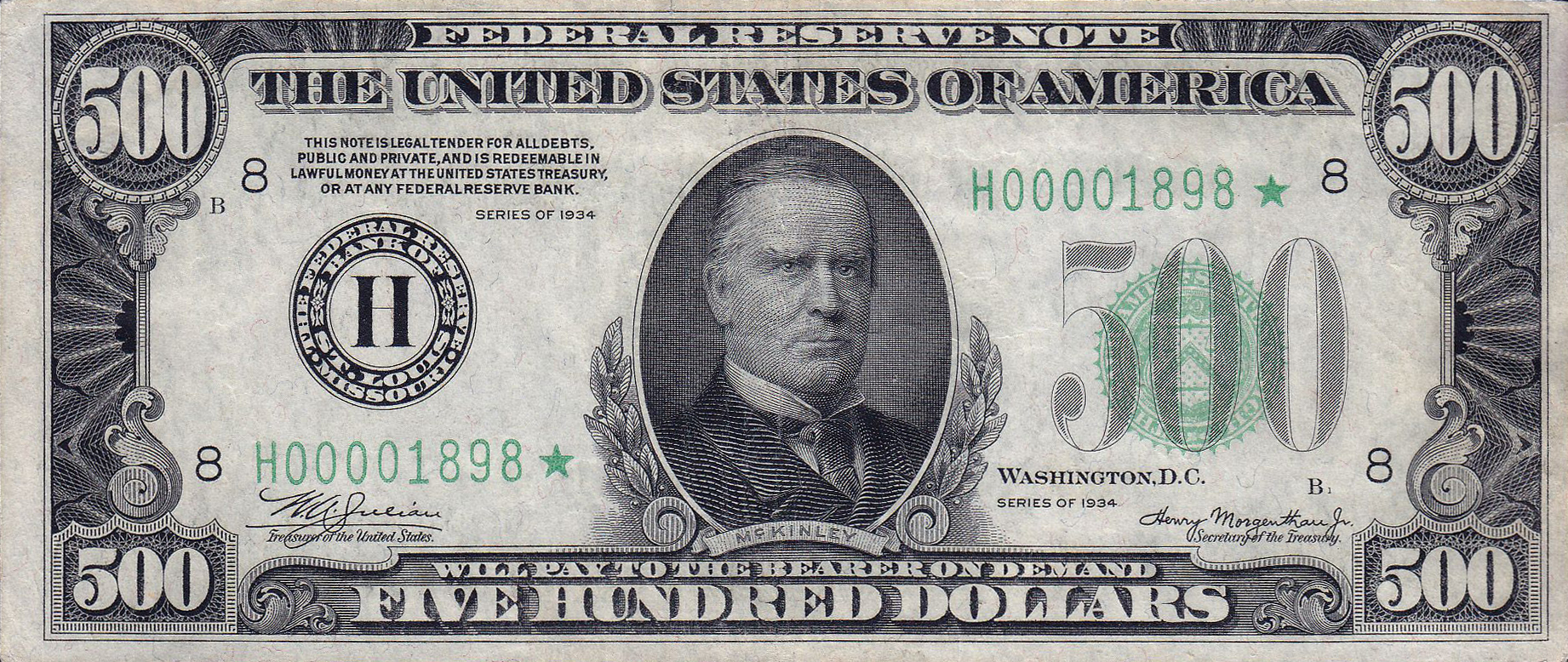
マッキンリーの肖像が描かれた500ドル紙幣

- マッキンリーの肖像は1928年から1946年まで500ドル紙幣に使用された。
- アラスカ州にある北米大陸の最高峰は彼にちなんで「マッキンリー山」と命名された。その後、2015年8月にアメリカ連邦政府は先住民の呼称である「デナリ」に変更することを明らかにした[9]。2025年1月に政府はマッキンリー山に再び改称した[10]。
- 愛妻家としても知られる。
- 大統領就任式においてはトーマス・エジソンによって一部始終が映画に記録され、動画に記録された最初の大統領となった。また、初めて自動車に乗った大統領でもある。

- キャリー・ネイションはマッキンリー大統領の暗殺を賞賛した。
- 身長は5フィート7インチ（約170cm）だった[11]。